# 古代ロマン歴史の源流・出雲
古代ロマン歴史の源流・出雲（こだいロマンれきしのげんりゅう）は、2009年から2013年まで山陰放送で制作されたドキュメンタリー。全5回

## シリーズ一覧
- 古代ロマン歴史の源流・出雲〜出雲大社の謎にせまる〜 - 第1作。2009年に山陰放送開局55周年記念番組として制作。
- 古代ロマン歴史の源流・出雲〜荒ぶる神スサノオ伝説にせまる〜 - 第2作。2010年制作。
- 古代ロマン歴史の源流・出雲〜古事記に秘められた謎を探る〜 - 第3作。2011年制作。
- 古代ロマン歴史の源流・出雲〜古事記が語りかける現代人へのメッセージ〜 - 第4作。2012年制作。
- 目には見えない宝もの〜古代ロマン歴史の源流・出雲〜 - 最終作。2013年に山陰放送開局60周年記念番組として制作。

## 出演者

### ナビゲーター
- 佐野史郎（シリーズナビゲーター、第1作・最終作ではナレーションを担当）
- 菊川怜（第1作）
- 松本若菜（第2作）
- 三浦奈保子（第3作）
- 原史奈（第4作）
- 知花くらら（最終作）

### ナレーション
- 佐野史郎（第1作、最終作）
- 荒井由岐子（第3作）
- 丸山聡美（第4作）

## スタッフ
- 監修：瀧音能之（駒澤大学教授）
- 撮影：伊藤優二
- 照明：藤井克則、田中一輔
- 音声：中住鉄兵、曲淵正己（第3作）
- 編集：服部正樹、板野元秀
- MA：宮本大生、土松卓司
- ディレクター：鐘江稔、松本武史（MBS企画）、畠山真弘（放送映画社）
- プロデュース・演出：鐘江稔（MBS企画）
- プロデューサー：永東明、荒川和也（第3作）、木佐充俊、坂口妙子、鐘江稔（MBS企画）

（第3作）
- チーフプロデューサー：永田英淳、山元一彦、大沢忍、木佐充俊（第3作）、北井勇作（第3作）
- 制作：MBS企画

## ネット局

### 第1作〜第4作
- 山陰放送
  - 第1作：2009年7月19日
  - 第2作：2010年10月10日
  - 第3作：2011年10月9日
  - 第4作：2012年10月7日
- 中国放送
  - 第1作：2009年7月19日
  - 第2作：2010年10月11日
  - 第3作：2011年10月11日
  - 第4作：2012年10月8日
- 山陽放送
  - 第1作：2009年7月19日
  - 第2作：2010年10月10日
  - 第3作：2011年10月9日
  - 第4作：2012年10月8日
- テレビ高知
  - 第1作：2009年7月19日
  - 第2作：2010年10月10日
  - 第3作：2011年10月9日
  - 第4作：2012年10月7日
- あいテレビ
  - 第1作：2009年7月19日
  - 第2作：2010年10月10日
  - 第3作：2011年10月9日
  - 第4作：2012年10月7日
- 毎日放送
  - 第1作：2009年7月20日
  - 第2作：2010年10月11日
  - 第3作：2011年10月10日
  - 第4作：2012年10月8日
- RKB毎日放送
  - 第1作：2009年7月25日
- BS-TBS
  - 第1作：2009年7月25日
  - 第2作：2010年10月17日
  - 第3作：2011年10月16日
  - 第4作：2012年10月14日
- 中部日本放送
  - 第1作：2009年7月26日
  - 第2作：2011年2月27日
- テレビ山口
  - 第2作：2010年10月10日
  - 第3作：2011年10月10日
  - 第4作：2012年10月8日
- 北陸放送
  - 第2作：2010年12月30日

### 最終作
JNN系列28局全国ネット：2013年8月31日

## 特集記事
- 小学館の雑誌『サライ』では番組と連動企画で特集記事が組まれている。
  - 『サライ』2009年15号 - 第1作目と連動。
  - 『サライ』2010年11月号 - 第2作目と連動。